# 欽肯山
47°34′56″N 13°45′58″E / 47.582094°N 13.76617°E

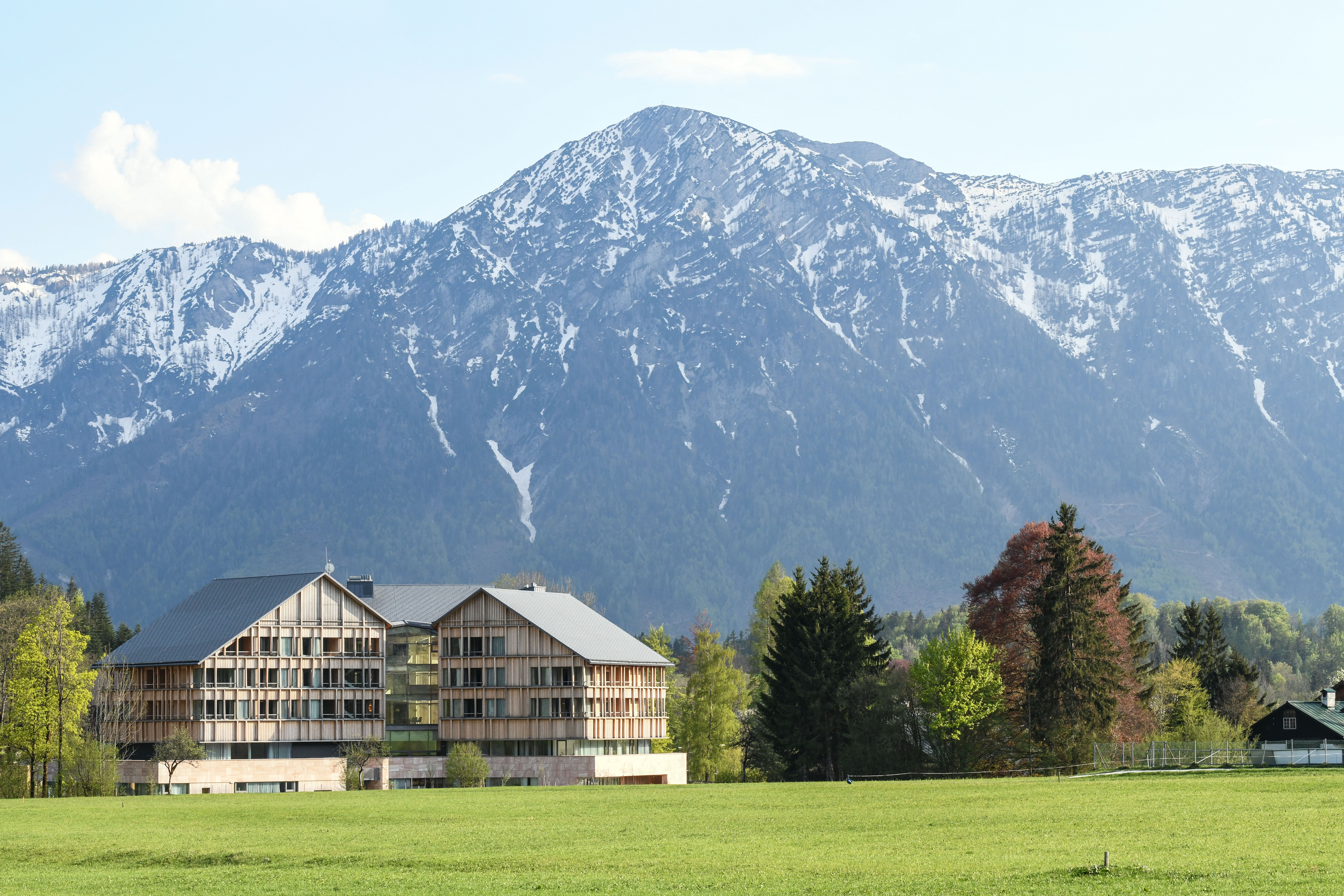

欽肯山（德語：Zinken），是奧地利的山峰，位於該國東南部，由施泰爾馬克州負責管轄，屬於达赫施泰因山脉的一部分，距離薩爾施泰因山5.4公里，海拔高度1,854米。